# ATP Shenzhen Open 2014
ATP Shenzhen Open 2014 byl tenisový turnaj pořádaný jako součást mužského okruhu ATP World Tour, který se hrál na otevřených dvorcích s tvrdým povrchem komplexu Shenzhen Longgang Sports Center. Konal se mezi 22. až 28. zářím 2014 v čínském Šen-čenu jako 1. ročník turnaje.
Turnaj s rozpočtem 655 955 amerických dolarů patřil do kategorie ATP World Tour 250. Nejvýše nasazeným hráčem ve dvouhře byl pátý tenista světa David Ferrer ze Španělska, který ve 2. kole nestačil na srbského tenistu Viktora Troického.

## Mužská dvouhra

### Nasazení
| Stát                          | Hráč             | ATP | Nasazení |
| ----------------------------- | ---------------- | --- | -------- |
| Španělsko                     | David Ferrer     | 5.  | 1.       |
| Spojené království            | Andy Murray      | 12. | 2.       |
| Francie                       | Richard Gasquet  | 21. | 3.       |
| Španělsko                     | Tommy Robredo    | 22. | 4.       |
| Francie                       | Gilles Simon     | 26. | 5.       |
| Kolumbie                      | Santiago Giraldo | 33. | 6.       |
| Kanada                        | Vasek Pospisil   | 43. | 7.       |
| Itálie                        | Andreas Seppi    | 48. | 8.       |
| Žebříček ATP k 15. září 2014. |                  |     |          |

### Jiné formy účasti
Následující hráči obdrželi divokou kartu do hlavní soutěže:
- Kao Sin
- Jegor Gerasimov
- Andy Murray[1]

Následující hráči postoupili z kvalifikace:
- Martin Kližan
- Thanasi Kokkinakis
- Ou-jang Po-wen
- Viktor Troicki

### Odhlášení
před zahájením turnaje
- Roberto Bautista Agut
- Guillermo García-López
- Tobias Kamke
- Blaž Kavčič
- Donald Young
- Michail Južnyj

### Skrečování
- Martin Kližan (bolest zápěstí)

## Mužská čtyřhra

### Nasazení
| Stát                                                                    | Hráč                 | Stát      | Hráč                | ATP | Nasazení |
| ----------------------------------------------------------------------- | -------------------- | --------- | ------------------- | --- | -------- |
| Nizozemsko                                                              | Jean-Julien Rojer    | Rumunsko  | Horia Tecău         | 38. | 1.       |
| Kolumbie                                                                | Juan Sebastián Cabal | Kolumbie  | Robert Farah Maksúd | 49. | 2.       |
| Indie                                                                   | Rohan Bopanna        | Pákistán  | Ajsám Kúreší        | 55. | 3.       |
| Polsko                                                                  | Mariusz Fyrstenberg  | Bělorusko | Max Mirnyj          | 76. | 4.       |
| Žebříček ATP k 15. září 2014; číslo je součtem umístění obou členů páru |                      |           |                     |     |          |

### Jiné formy účasti
Následující páry obdržely divokou kartu do hlavní soutěže:
- Ou-jang Po-wen /  Wang Ao-žan
- Čchiou Čuo-jang /  Tche Ž'-ke-le

Následující pár si zajistil postup do hlavní soutěže jako náhradník:
- Marco Chiudinelli /  Lukáš Lacko

### Odhlášení
před zahájením turnaje
- Richard Gasquet (poranění pravého lokte)

## Přehled finále

### Mužská dvouhra
- Andy Murray def.  Tommy Robredo, 5–7, 7–6(11–9), 6–1

### Mužská čtyřhra
- Jean-Julien Rojer /  Horia Tecău def.  Sam Groth /  Chris Guccione, 6–4, 7–6(7–4)